# 그레그 저먼
그레그 저먼(Greg Germann, 1958년 2월 26일 ~ )은 미국의 배우이다. 드라마 《앨리의 사랑 만들기》(1997-2002)를 통해 미국 배우 조합상을 수상하였다.

## 출연 작품

### 영화
- 사탄의 인형 2 (1990)
- 스위트 노벰버 (2001)
- 쿼런틴 (2008)

### 텔레비전
- 앨리의 사랑 만들기 (1997-2002)
- 원스 어폰 어 타임 (2016)
- 그레이 아나토미 (2017-22)